# Zaatra
Zaatra és una població d'Algèria a uns 50 km a l'est d'Alger, a 5 km de la costa. Fou una colònia fundada principalment per alsacians el 1872. Era prop de Port-aux-Poules o Port de les Gallines, en àrab Mardj al-Hadjedj, l'antiga Rusubbicarius romana, de la que queden les ruïnes.